# جورج هاي، ماركيز تويدديل السابع
كان جورج هاي، ماركيز تويدديل السابع (1753–9 أغسطس 1804) نبيل إسكتلندي.
هاي هو الحفيد الأكبر لماركيز تويددال ثاني، أصبح بعد ذلك بورغس إدنبرة بعد عام، اللورد ملازم هادنجتونشاير في 1794، ونبيل وممثل إسكتلندا في عام 1796. في 18 أبريل عام 1785، تزوج من السيدة هانا مايتلاند (ابنة إيرل لودرديل السابعة) وكان لديهم (مع ابنتين أخريين غير متزوجتين) :
- جورج، ايرل جيفورد؛ ماركيز تويدديل الثامن (1787–1876)
- اللورد جيمس (1788–1862)، جنرال الجيش، تزوج إليزابيث فوربس
- اللورد جون (1793–1851)، أدميرال، تزوج من ماري كاميرون
- اللورد إدوارد جورج (1799–1862)، عقيد، غير متزوج
- اللورد توماس (1800–1890)، وزير ديني، متزوج من هارييت كينلوش[5]
- السيدة جوليا توماسينا (178-1797؛ 1835 د)، متزوجة من جون هوبهاوس البارون بروتون الأول
- لادو إليزابيث (المتوفية عام 1868)، متزوجة من جيمس هوب-فير (حفيد إيرل هوبتون الأو)
- السيدة دوروثيا فرانسيس (المتوفاة 1875)، متزوجة من جون لي
- السيدة هانا شارلوت (توفي عام 1876)، متزوجة من جون ثارب (حفيد إيرل دونمور الرابع)

نتيجة تدهور الحالة الصحية للماركيز، ذهب هو وزوجته للسفر إلى أوروبا في عام 1802، ابتداءً من فرنسا. وهناك قبضت عليهما شرطة نابليون بعد عام، مع رعايا بريطانيين آخرين، عندما جددت الحرب بين البلدين. ثم سجنوا في القلعة في فردان وتوفيت زوجته هناك في 8 مايو 1804، كما فعل الماركيز خلال شهر أغسطس التالي.